# Lance H. Gunderson
Lance H. Gunderson ist ein Umweltwissenschaftler und Resilienzforscher. Er ist seit 2009 Professor an der amerikanischen Privatuniversität Emory University in Atlanta und leitet dort seit 2017 die Abteilung für Umweltwissenschaften.

## Leben
Gunderson absolvierte an der University of Florida ein Bachelor- und Masterstudium der Botanik. Er promovierte dort im Bereich Environmental Engineering Sciences. Von 1999 bis 2005 war er Gründer und Leiter der Abteilung für Umweltstudien an der Emory University. Er war als Geschäftsführer des Resilience Network und stellvertretender Vorsitzender der Resilience Alliance tätig.

## Wirken
Gunderson gilt als Pionier der Resilienzforschung. Seine Arbeit befasst sich mit den Interaktionen der Prozesse und Strukturen von Ökosystemen entlang zeitlicher und räumlicher Maßstäbe. Er prägte hierzu gemeinsam mit C. S. „Buzz“ Holling im Werk Barriers and Bridges to the Renewal of Ecosystems and Institutions (1995) den Begriff der Panarchie. Sie nutzen den Begriff zudem im Titel ihres Werkes Panarchy: Understanding Transformations in Systems of Human and Nature (2002).

## Veröffentlichungen (Auswahl)
- Gunderson, L. H., C. S. Holling und S. S. Light (Hrsg.). 1995. Barriers and Bridges to Renewal of Ecosystems and Institutions.  Columbia University Press, New York, New York.
- Gunderson, L. H. und C. S. Holling (Hrsg.). 2002. Panarchy: Understanding Transformations in Human and Natural Systems. Island Press, Washington, D.C.
- Gunderson, L. H. und L. Pritchard (Hrsg.). 2002. Resilience and the Behavior of Large Scale Ecosystems. SCOPE volume. Island Press, Washington, D.C.
- Gunderson L. H., C. Allen und C. S. Holling (Hrsg.). 2009.  Foundations of Ecological Resilience. Island Press. Washington, D.C.